# Chiesa del Santissimo Crocifisso (Castellammare del Golfo)
La chiesa del Santissimo Crocifisso,  anche chiamata chiesa del camposanto vecchio (chiesa di lu campusantu vecchiu in siciliano), è una chiesa cattolica ubicata in via Cappuccini , a Castellammare del Golfo, in provincia di Trapani.

## Storia
La chiesa del Santissimo Crocifisso venne eretta nel 1810, allo scopo di munire di una chiesa il nuovo cimitero, sorto, durante i primi anni del secolo nell'odierna zona case nuove, per venire incontro alle nuove disposizioni reali che prevedevano la costruzione del sepolcreto all'esterno della città. Inizialmente, la chiesa fu intitolata a Gesù deposto nel sepolcro, cui era dedicato un pregiato dipinto, attribuito al trapanese Andrea Carrera, collocato sull'altare maggiore. Successivamente, l'ottocentesco cimitero venne inglobato dall'espansione dell'abitato, e venne dunque spostato altrove. 
L'insediamento dei Padri Cappuccini nella chiesa, portò alla costruzione della cosiddetta Casa Santa, un ospizio per anziani e indigenti. Nel 1866 i Cappuccini lasciarono dovettero lasciare l'edificio che, divenuto proprietà comunale, venne trasformato in scuola. Tornata ad essere vissuta come luogo di aggregazione cultuale del neonato quartiere “Casi Novi”, nel 1955 la chiesa fu eletta a parrocchia e dedicata a Gesù Crocifisso. 
A seguito della nuova dedica, il dipinto raffigurante Gesù deposto nel sepolcro venne sostituito dal simulacro del Santissimo Crocifisso.
Divenuta troppo piccola per le esigenze pastorali, la chiesa venne sostituita da una di maggiori dimensioni, inaugurata nel 1990 e all'interno della quale è stato ricollocato il dipinto di Gesù deposto nel sepolcro. Contemporaneamente, l'antico ospizio costruito dai Capuccini, è tornato a disposizione della parrocchia.
Dal mese di luglio dell'anno 2000, la chiesa parrocchiale del Santissimo Crocifisso è stata definitivamente unificata con la chiesa parrocchiale di Maria Santissima Addolorata. 

## Descrizione
La chiesa sorge su un promontorio nel quartiere case nuove. L'esterno semplice è moderno si articola in un unico blocco con alla sommità un campanile. Ha una sola porta d'ingresso rivolta verso nord.
L'interno ad ambiente unico è in stile moderno. Sulla sinistra è presente un pregiato dipinto raffigurante Gesù deposto nel sepolcro, mentre il Crocifisso ligneo, realizzato con le offerte dei fedeli castellammaresi emigrati negli Stati Uniti è stato collocato per volontà del parroco don Salvatore Morghese sulla parte destra del presbiterio, con a fianco una statua della Madonna Addolorata proveniente dalla Chiesa Madre. Entrando sulla sinistra è collocata una statua lignea della Madonna di Fatima e, poco distante, in un angolo la statua di Sant'Espedito. Recentemente, è stata restaurata e collocata sulla parte destra,  la pregiata statua in gesso di Gesù Cristo Re dell'Universo.